# Dunvegan Castle
Dunvegan Castle je sídlo skotského klanu MacLeodů, ovládajícího území na severozápadě ostrova Skye a na severozápadním pobřeží Skotska, dále některé ostrovy (Harris a Lewis) ve Vnějších Hebridách a do roku 1931 také západněji položené souostroví St. Kilda v Atlantském oceánu, které bylo v roce 1986 zapsáno na seznam Světového dědictví UNESCO. Dunvegan Castle se nachází poblíž stejnojmenné vesnice ve farnosti Duirinish na ostrově Skye ve skotské správní oblasti Highland. Zámek, původně hrad, který je od 13. století sídlem rodu MacLeodů, je zapsán na seznamu Listed Building nemovitých kulturních památek kategorie A.

## Geografická poloha
Dunvegan Castle byl vybudován na zhruba 15 metrů (50 stop) vysoké skále, tyčící se nad hladinou moře na východním břehu zátoky Loch Dunvegan (gaelsky Loch Dhùn Bheagain), pojmenované podle nedaleké vesnice Dunvegan (Dun Bheagain). Správní středisko ostrova Skye Portree je od zámku vzdáleno vzdušnou čarou přibližně 23 km směrem na východ, po místních komunikacích činí vzdálenost mezi Portree a Dunveganem 33 až 35 km. Přímo proti zámku leží v zátoce ostrov Gairbg Eilein, severněji od něj se na poloostrově, vybíhajícím do vod Loch Dunvegan, nachází archeologická lokalita Dun Fiadhairt (v překladu pevnost Fiadhairt), pozůstatky kruhové kamenné stavby typu broch z doby železné.

## Historie
První opevnění na skále nad zátokou Loch Dunvegan vzniklo ve 13. století. V druhé polovině 14. století zde příslušníci klanu MacLeodů vybudovali hrad, jehož jádro tvořila čtyřpatrová obytná hradní věž podobného typu, jako je tomu u řady jiných skotských hradů – v nejbližším okolí lze podobnou stavbu spatřit v jižní oblasti Vnějších Hebrid (Caisteal Chiosmuil u vjezdu do přístavu Castlebay na ostrově Barra) nebo jako zříceninu hradu Caisteal Maol u obce Kyleakin na jihovýchodním pobřeží ostrova Skye.
Alasdair Crotach MacLeod, 8. náčelník klanu MacLeodů, nechal na přelomu 15. a 16. století u hradu vybudovat další samostatnou věž Fairy Tower. Roderick MacLeod, zvaný Rory Mor nebo Ruaraidh Mor, v roce 1623 začal rozšiřovat obytný komplex sídla náčelníků klanu a prostor mezi hlavní hradní věží a Fairy Tower nechal zaplnit novými budovami. V 18. století byl objekt dále upravován a přestavován, současná podoba zámku pochází z doby kolem roku 1840.
Sídlo Dunvegan Castle poprvé zpřístupnil veřejnosti 27. náčelník („Chief“ ) klanu MacLeodů Reginald MacLeod v roce 1933.

## Dostupnost
Poblíž zámku se nachází parkoviště a autobusová zastávka Castle Car Park. Do obce Dunvegan zajíždí denně několik autobusových spojů z Portree.

## Zahrada
Na ploše pěti akrů (2,023 ha) byla v 18. století založena formální zahrada. Podle archivníc záznamů z počátku 18. století byl na hradě zahradník, který byl v roce 1712 propuštěn bez udání důvodů. začátkek zahrady je kladen do roku 1811, kdy John Norman (24. náčelník klanu) nechal vytvořit ohrazenou obdélníkovou zeleninovou zahradu a začal vysazovat stromy ve velkém měřítku. Předpokládá se, že kruhovou s parterem a šestnácti trojúhelníkovými záhony nechal vytvořit 25. náčelník, syn Normana. V letech 1847–1851, ničivého bramborového hladomoru, sloužily zahrady k pěstování plodin, které zajišťovaly potravu náčelníkovy rodiny a jeho lidu. Na konci dvacátých let 20. století provedl poslední výsadbu sir Reginald MavLeod, 27. náčelník. Většina této zahrady bala zničena větrem a zvířaty.
V roce 1978 John MacLeod 29. náčelník klanu MacLeod zahájil obnovu zahrad. Pro jejich obnovení byly vloženy nemalé prostředky do nových výsadeb, designových prvků a terénních úprav. Toto úsilí bylo oceněno v roce 2022, kdy se Dunvegan Castle & Gardens stal partnerskou zahradou Královské zahradnické společnosti (Royal Horticultural Society, RHS).
Zahrady zahrnují:
- vodní zahradu s jezírky, ozdobnými mosty a ostrůvky,
- kulatou růžovou zahradu s parterem tvořeným cesmínou vroubkovanou (Ilex crenata), kde je centrálním prvkem blahočet čilský (Araucaria araucana),
- ohrazená zeleninová zahrada s různorodou škálou rostlin a květin, bylinkové záhony, vyvýšené záhony se zeleninou. Zahradu doplňují atraktivní prvky včetně jezírka s lekníny, zahradního muzea, pamětního altánu, slunečních hodin ze 17. století, modřínové pergoly, skleníku a „Dunvegan Pebble“, rotující 2,7 tuny vážící sochy z kararského mramoru.

Tři formální zahrady jsou obklopeny lesy s lesními stezkami, ukázkovou zahradou s rododendrony. V divokém lese je umístěný dětský koutek, kde se nachází mimo jiné vrbový tunel nebo hmyzí hotel Bugvegan.

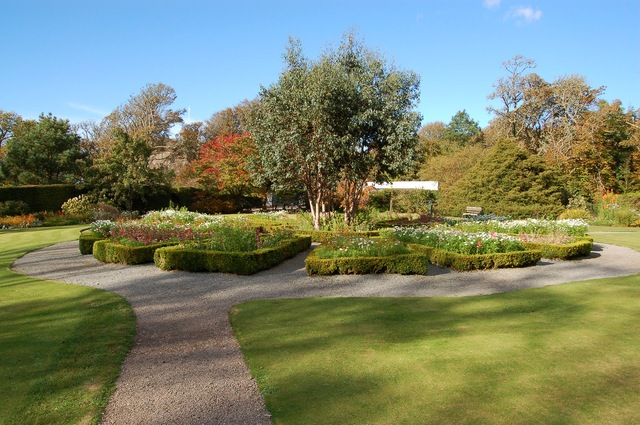
Kruhová zahrada
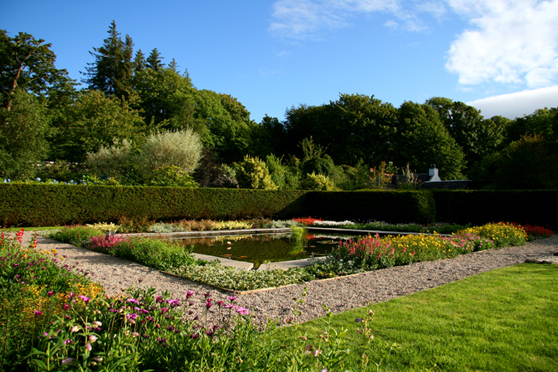
Ohrazena zahrada
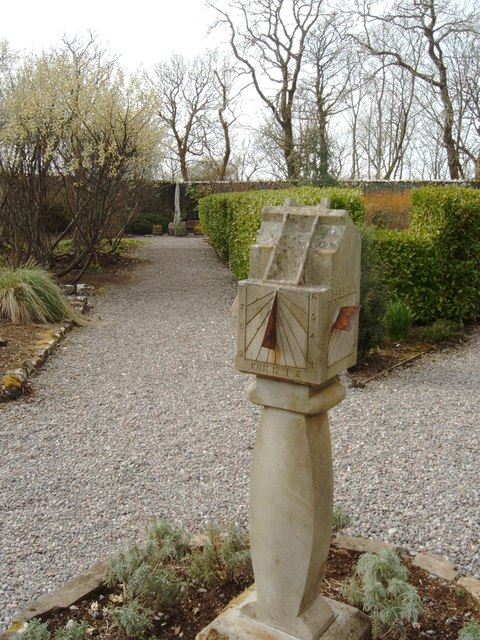
Sluneční hodiny ze 17. století
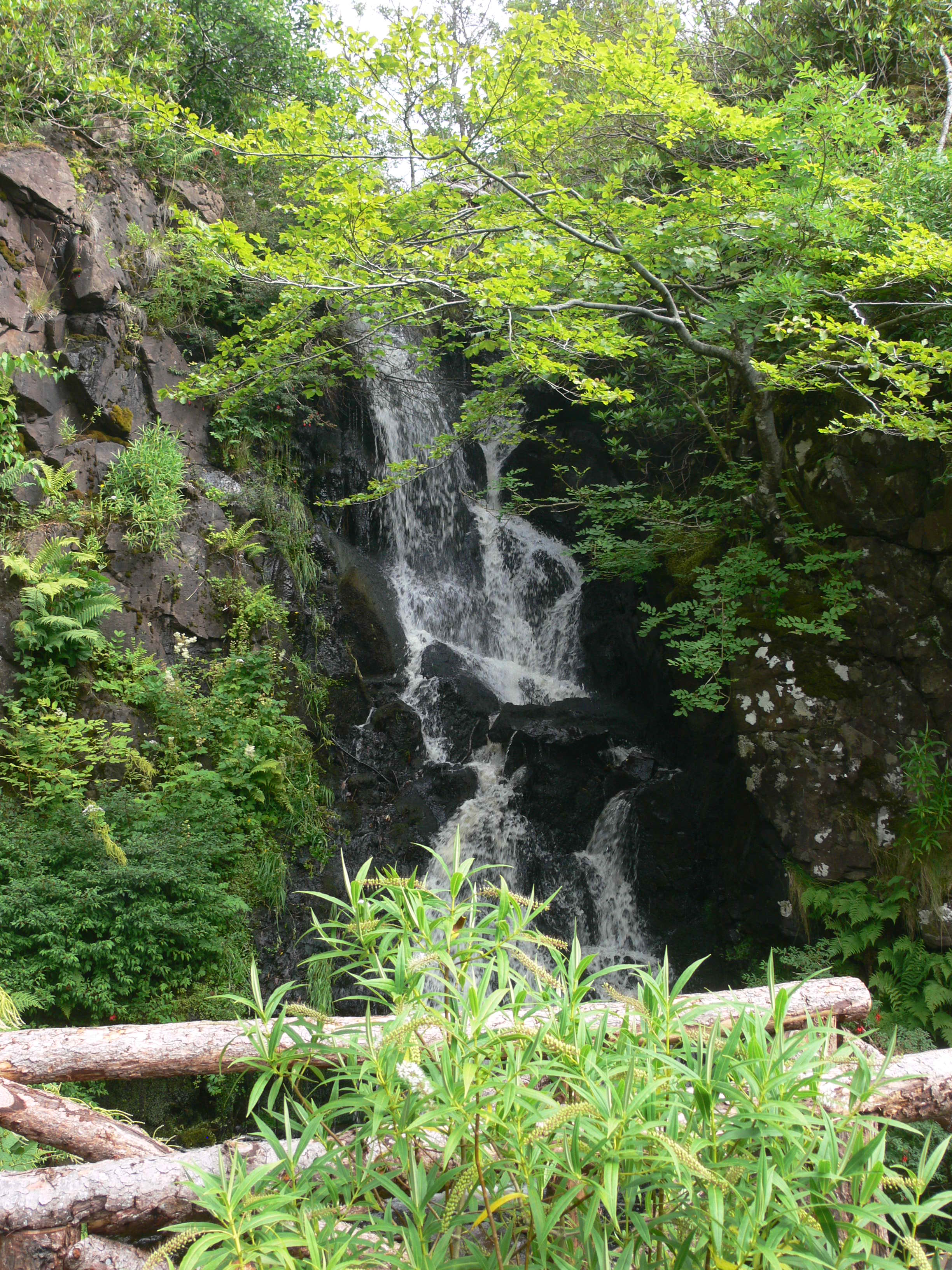
Vodopád
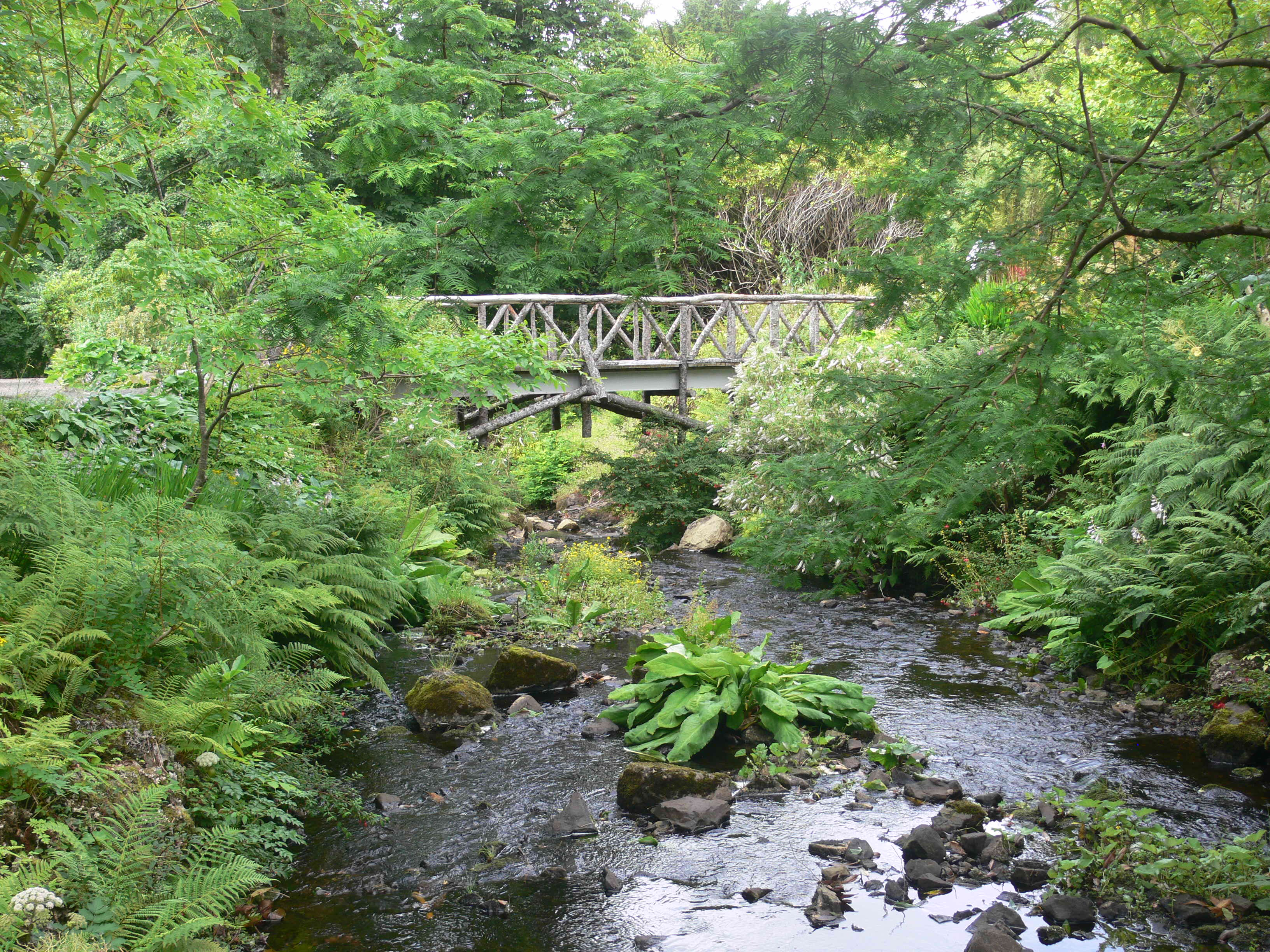
Most v zahradách
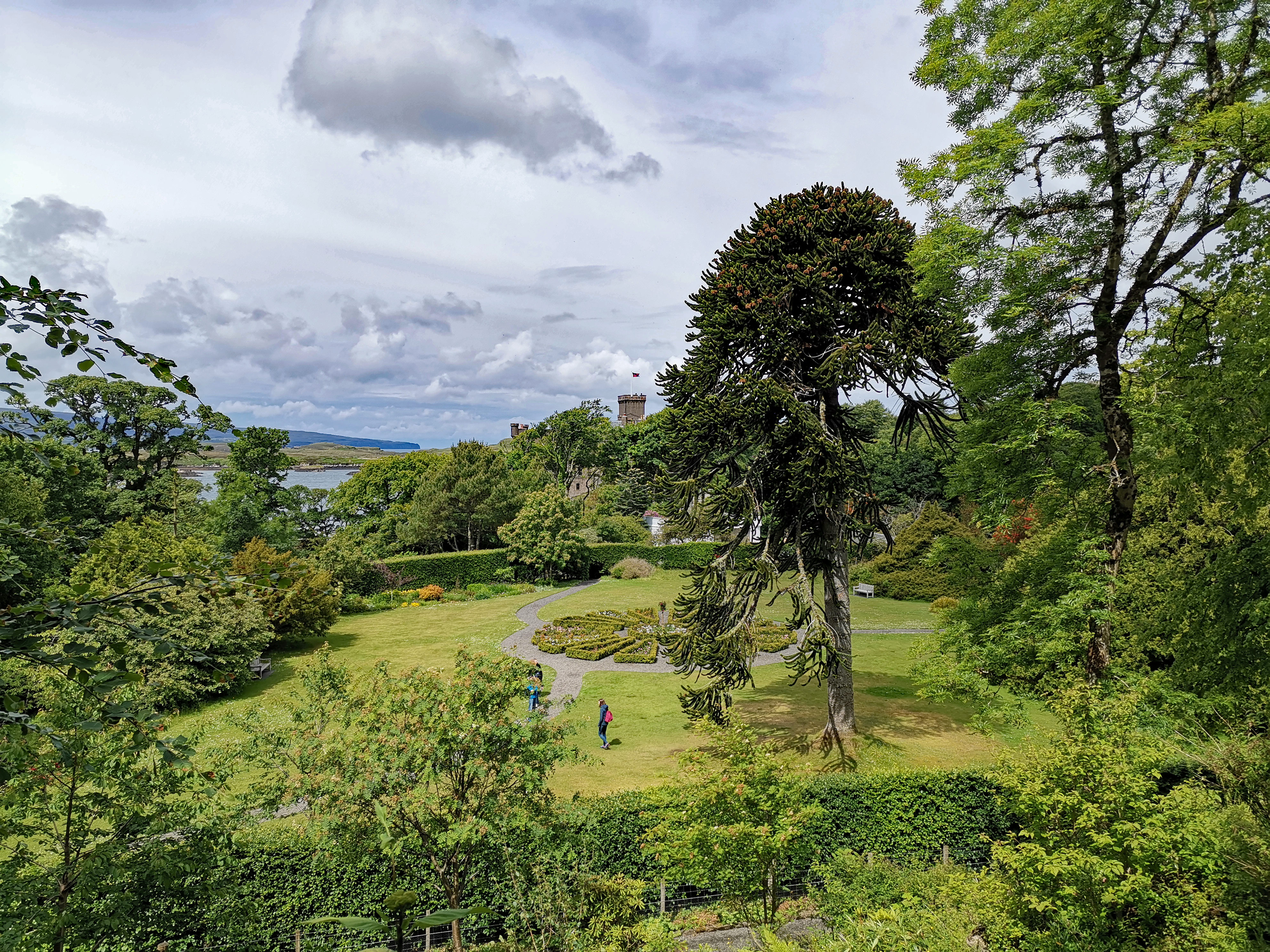
Pohled v výšky na kruhovou zahradu s blahovičníkem čilským